# Thisizima
Thisizima is een geslacht van vlinders van de familie echte motten (Tineidae).

## Soorten
- T. antiphanes Meyrick, 1894
- T. bovina Meyrick, 1928
- T. bubalopa Meyrick, 1911
- T. ceratella Walker, 1864
- T. sedilis Meyrick, 1907